# Religia na Madagaskarze
| Religia             | ARDA, 2015 | Operation World, 2010 | Pew Research Center, 2010 |
| ------------------- | ---------- | --------------------- | ------------------------- |
| Chrześcijanie       | 53,8%      | 53,5%                 | 85,3%                     |
| Protestantyzm       | 30,8%      | 31,5%                 | 39,2%                     |
| Katolicyzm          | 21,7%      | 23,1%                 | 35%                       |
| Religie afrykańskie | 39,1%      | 37,6%                 | 4,5%                      |
| Muzułmanie          | 2,1%       | 8,0%                  | 3,0%                      |
| Brak religii        | 0,4%       | 0,2%                  | 6,9%                      |

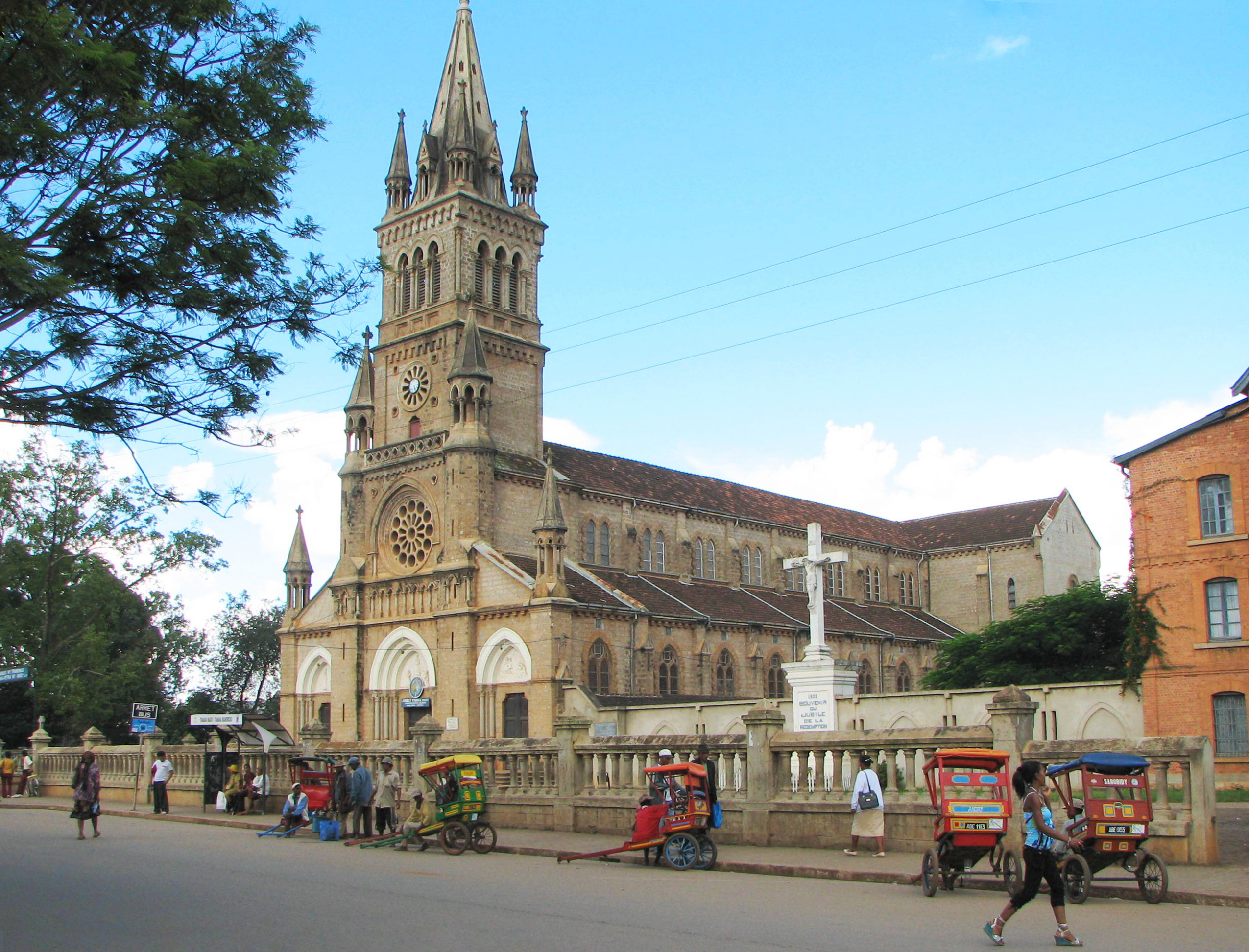
Katedra katolicka w Antsirabe

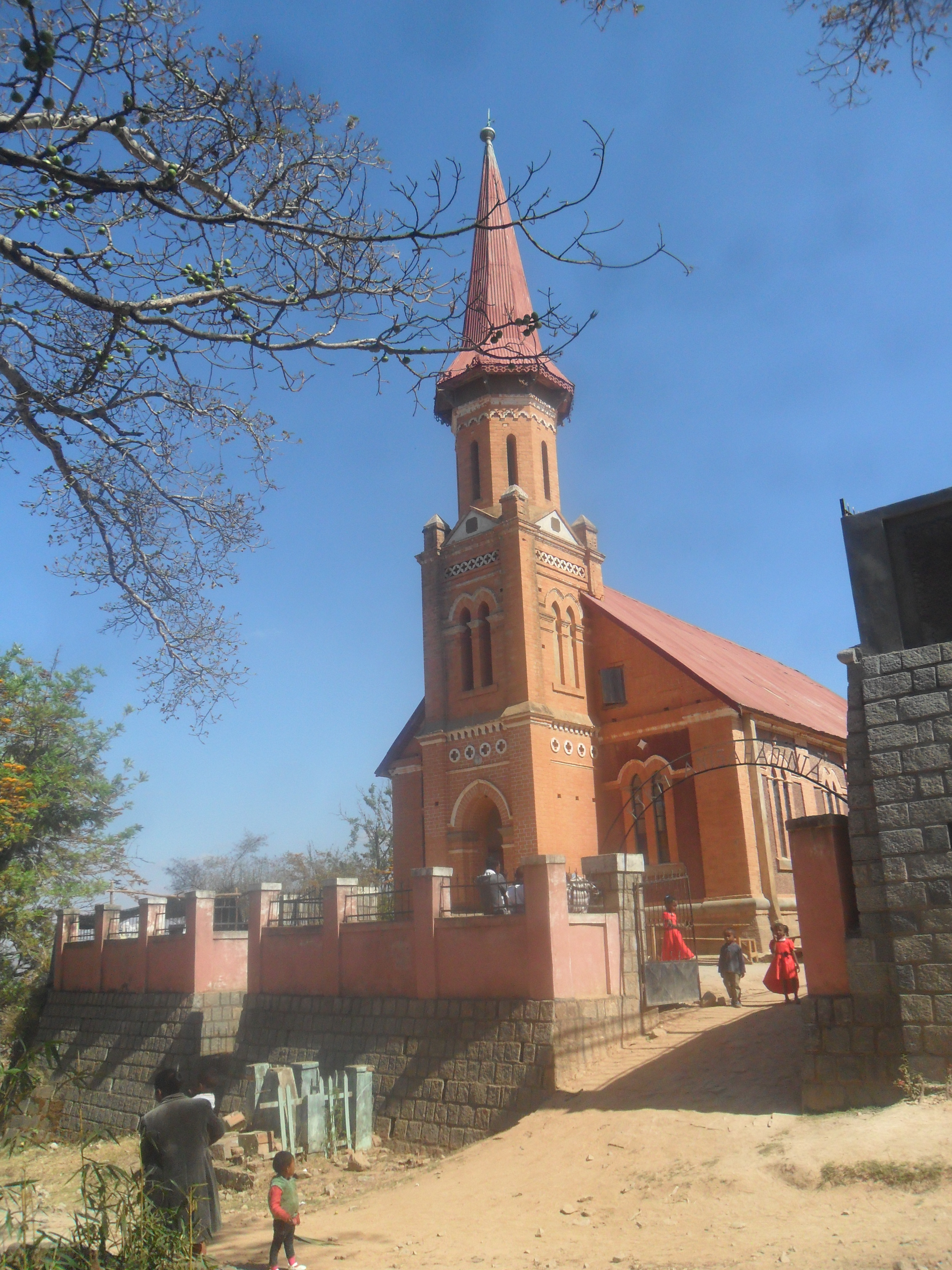
Kościół Jezusa Chrystusa na Madagaskarze w Antananarywie

Religia na Madagaskarze tworzona jest głównie przez chrześcijaństwo (protestantyzm i katolicyzm), tradycyjne religie afrykańskie, oraz islam. Niewyznający żadnej religii i wyznawcy innych religii stanowią razem mniej niż 1% populacji.
Konstytucja Madagaskaru zapewnia wolność myśli i wypowiedzi religijnych, oraz zabrania w miejscu pracy dyskryminacji na tle religijnym. Inne ustawy chronią indywidualną wolność religijną przed nadużyciami zarówno ze strony rządu, jak i od osób prywatnych.

## Chrześcijaństwo
Chrześcijaństwo na Madagaskarze po raz pierwszy zostało wprowadzone na początku XIX wieku, za panowania Radamy I z Meriny. Wcześniejsze próby ustanowienia stacji misyjnej na wyspie kończyły się niepowodzeniami. Protestancka London Missionary Society ustanowiła stację w 1818 roku, a do roku 1836 nauczyła czytać 30 tys. ludzi i miała 2 tys. nawróconych. W tym czasie została też przetłumaczona Biblia na język malgaski. Mimo przeszkód pełny przekład udało się wydrukować w czerwcu 1835 roku.
W 1836 wszyscy misjonarze zostali wydaleni przez królową Ranavalonę I, która próbowała powstrzymać europejskie wpływy na wyspie. W 1861 roku panowanie na Madagaskarze objął jej syn Radama II, który wrócił do wcześniejszej polityki Radama I i otworzył granice na europejskie wpływy. W tym czasie na Madagaskar przybyli jezuici i ustanowiony został Kościół katolicki, który w 1875 roku miał już 15 tys. wiernych.
W 1950 roku Norweskie Towarzystwo Misyjne i dwie grupy amerykańskie utworzyły Malgaski Kościół Luterański. Następnie w 1968 roku w wyniku zjednoczenia najstarszych kościołów powstał największy kościół protestancki Kościół Jezusa Chrystusa na Madagaskarze. Misje protestanckie skoncentrowały się głównie na wyżynach w centrum, wśród ludności Merina, a Kościół katolicki na obszarach przybrzeżnych.
Obecnie do Kościoła katolickiego należy około jedna czwarta mieszkańców, a co trzeci jest protestantem. Oprócz kalwinów i luteranów protestantyzm na Madagaskarze reprezentowany jest także przez zielonoświątkowców, anglikanów, ewangelików, adwentystów dnia siódmego, baptystów i wiele mniejszych kościołów. Istnieją także nieduże społeczności prawosławnych, Kościoła Nowoapostolskiego oraz Świadków Jehowy.
W 1989 roku Madagaskar odwiedził papież Jan Paweł II.

## Religie plemienne
Około połowy ludności nadal praktykuje religie tradycyjną, której głównym elementem jest podkreślanie więzi między żywymi a umarłymi. Kultura malgaska koncentruje się na szacunku dla przodków, ze względu na przekonanie, iż martwi odgrywają ważną rolę w życiu żywych. Mimo że wierzą w stwórcę Zanahary, spędzają wiele czasu na modlitwach do duchów przodków. Istotną rolę odgrywa obrzęd pogrzebowy famadihana.

## Islam

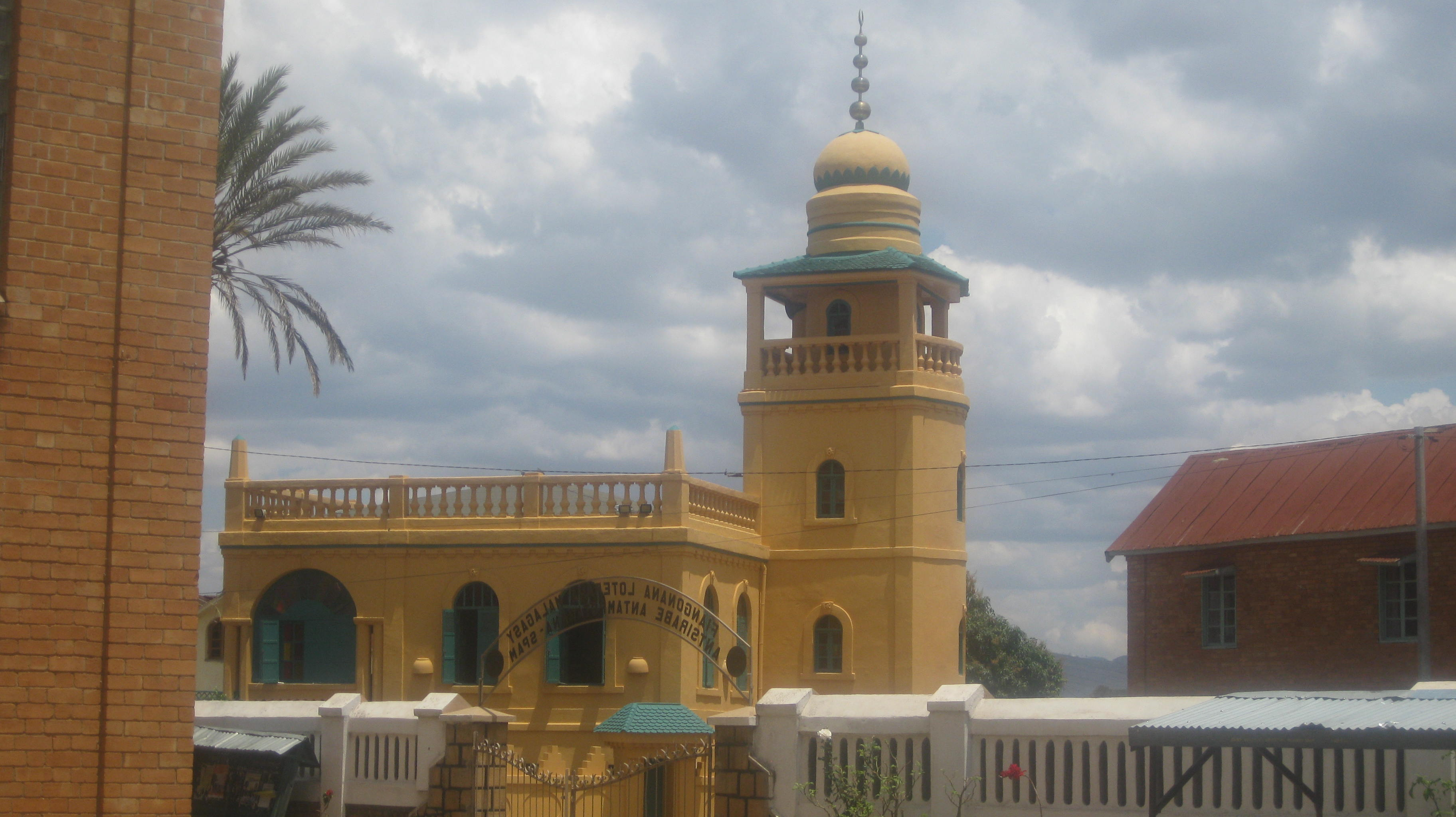
Meczet w Antsirabe

Islam dotarł na Madagaskar w XIV wieku poprzez kolonie handlowe założone przez muzułmańskich kupców z Afryki Wschodniej. Osiedla muzułmańskie powstały na północno-zachodnim wybrzeżu Madagaskaru, a ich mieszkańcy nazywani byli Antalaotra, czyli ludzie zza oceanu, którzy zachowali swoje morskie tradycje. Arabowie mieli znaczący wpływ na kulturę malgaską, ponieważ wiele arabskich słów znalazło się w języku malgaskim. Większość z arabskiego dziedzictwa znajduje się w północno-zachodniej części wyspy, w regionie Majunga.
Muzułmanie na Madagaskarze to przeważnie sunnici, jednak istnieje też mniejszość szyicka. Wielu to imigranci z Indii, Pakistanu lub Komorów, chociaż rośnie też liczba etnicznych Malgasów nawracających się na islam.

## Inne religie
Do innych religii należą głównie: bahaizm, hinduizm, religie chińskie i mormoni.

## Statystyki
Ważniejsze związki wyznaniowe na Madagaskarze, w 2010 roku, według książki Operation World:
| Religia/Kościół                                      | Liczba wiernych  | Procent ludności |
| Tradycyjne religie plemienne                         | 7 585 135        | 37,65%           |
| Kościół katolicki                                    | 4 660 tys.       | 23,13%           |
| Malgaski Kościół Luterański                          | 3 320 tys.       | 16,48%           |
| Kościół Jezusa Chrystusa na Madagaskarze (kalwinizm) | 2 610 tys.       | 12,96%           |
| Islam                                                | 1 612 tys.       | 8,0%             |
| Kościół Episkopalny                                  | 375 tys.         | 1,86%            |
| Nowy Kościół Protestancki (FPVM) (kalwinizm)         | 350 tys.         | 1,74%            |
| Kościół Adwentystów Dnia Siódmego                    | 161 590          | 0,8%             |
| Misja Ewangeliczna Madagaskaru (METM)                | 142 tys.         | 0,7%             |
| Tranozozoro Atranobiriky (kalwinizm)                 | 135 tys.         | 0,67%            |
| Zbory Boże                                           | 105 tys.         | 0,52%            |
| Kościół Zielonoświątkowy „Jezus Zbawia”              | 86 tys.          | 0,43%            |
| Zjednoczony Kościół Zielonoświątkowy                 | 82 tys.          | 0,41%            |
| Kościoły Przebudzeniowe (zielonoświątkowcy)          | 38,5 tys.        | 0,19%            |
| Świadkowie Jehowy                                    | 38,4 tys. (2020) | 0,18%            |
| Kościół (Ewangeliczny) „Rhema”                       | 35,5 tys.        | 0,18%            |
| Kościół „Światło Chrystusa” (FAAKRI)                 | 30,5 tys.        | 0,15%            |
| Hinduizm                                             | 30 tys.          | 0,15%            |
| Biblijne Kościoły Baptystyczne                       | 25 tys.          | 0,12%            |
| Prawosławie                                          | 20 tys.          | 0,1%             |
| Bahaizm                                              | 20 tys.          | 0,1%             |
| Religie chińskie                                     | 20 tys.          | 0,1%             |
| Niezależna Wspólnota Ewangeliczna Madagaskaru (CEIM) | 18 tys.          | 0,09%            |

W 2018 roku mormoni zgłosili 11,9 tys. wyznawców (0,05%).